# Broiliellus
Broiliellus és un gènere d'amfibi prehistòric extint que visqué entre l'Artinskià i el Kungurià. Se n'han trobat restes fòssils a Nou Mèxic i Texas (Estats Units).